# Casper Sikkema
Casper Sikkema (1985, Bogota) is een Nederlandse journalist en voormalig hoofdredacteur bij Nieuwe Revu en VICE.

## Loopbaan
Sikkema werd geboren in Bogota in Colombia, werd na vier maanden geadopteerd en groeide op in gereformeerd gezin te Meppel. Hij studeerde aan de School voor Journalistiek in Utrecht en had in die periode een tweewekelijkse column in de Meppeler Courant. In 2015 werd hij adjunct-hoofdredacteur van Nieuwe Revu. Het jaar erna werd hij editor-in-chief van de Nederlandstalige tak van het internetmagazine VICE. Nadat hij daar vertrok in 2018 was hij enige tijd hoofd communicatie bij Varkens in Nood, coördinator bij de regionale omroep Rijnmond en vervolgens als redacteur werkzaam bij landelijke omroep WNL.